# Halo (spelserie)
Halo är en science fiction-spelsserie, som hittills består av åtta förstapersonsskjutare (och en expansion och nyversion av det första spelet Halo: Combat Evolved, samt Halo 2) och två strategispel. Halo skapades av Bungie Studios, men ägs och distribueras av Microsoft Game Studios. Efter 2007 köptes rättigheterna till Halo av Microsoft, som sedan fortsatte utveckla serien genom deras egna företag 343 Industries. Spelserien har sålt i runt 30 miljoner exemplar och räknas bland de mest framgångsrika förstapersonsskjutarna någonsin. Spelen är särskilt berömda för onlineläget, som är ett av de mest aktivt spelade och hyllade på konsol. Spelen har släppts till Xbox, PC, Mac och Xbox 360. Dessutom har ett antal böcker, webbserier och dylikt som baseras på Halo lanserats. 
Halo-trilogins handling är fokuserad på protagonisten Master Chiefs äventyr, samt hans AI-sällskapsdam Cortana. Till och med augusti 2009 har över 27 miljoner Halo-spel sålts.
Halos popularitet har myntat uttryck som "Halo killer" och "Halo-kloner", som gång på gång dyker upp i spelvärlden – titlar som orsakar höga förväntningar bland genrens spelare, och förväntas vara eller anses vara bättre än Halo, och andra spelutvecklare som anses försöka "efterapa" Halo.

## Namnet

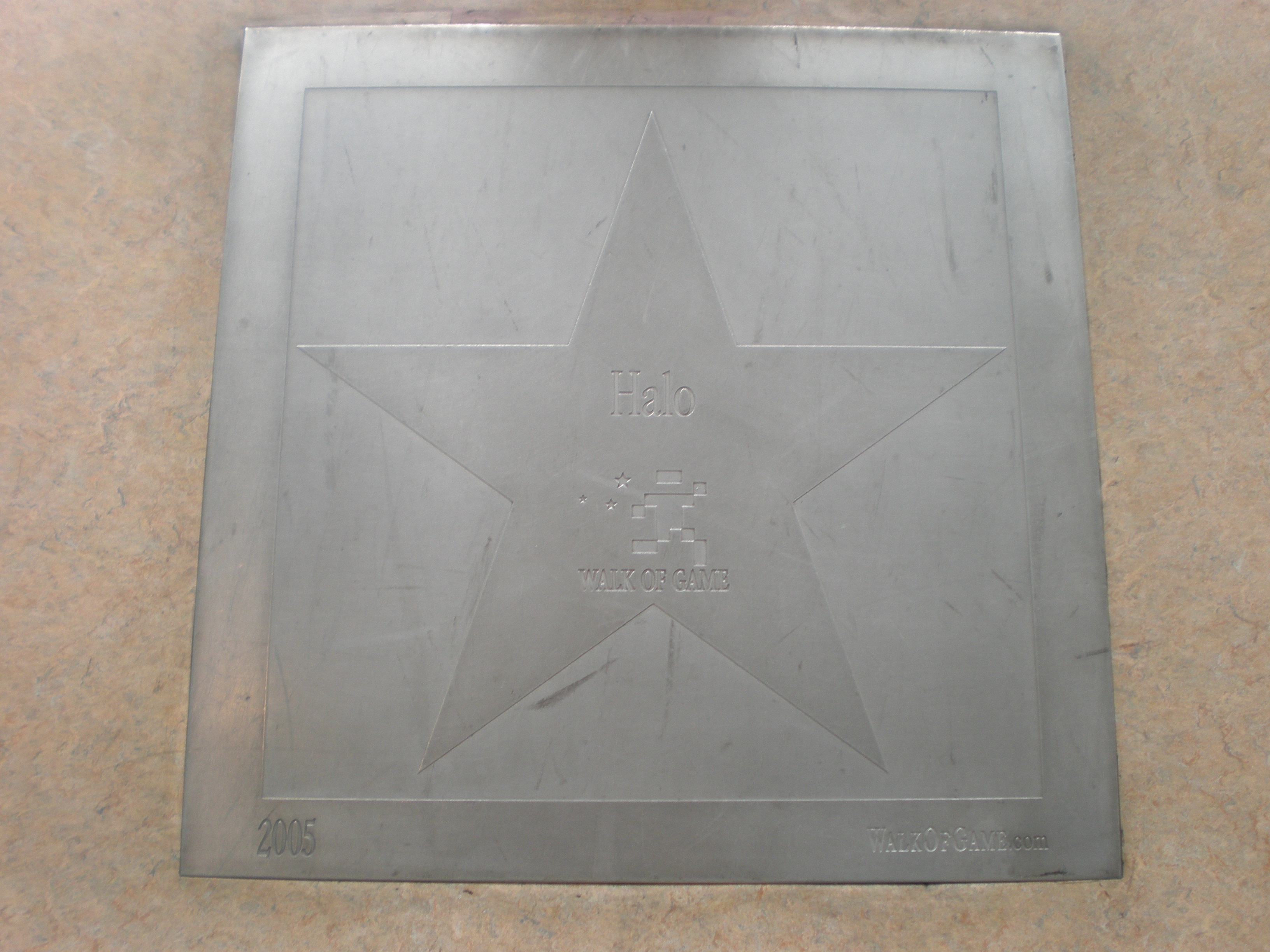
Halo stjärna på Walk of Game i Metreon i San Francisco, Kalifornien.

"Halo" är inom speluniversumet ett smeknamn på de stora ringar som förekommer i spelen. En Halo är ett uråldrigt vapen som byggdes av den försvunna rasen Forerunners. Deras funktion är att döda alla tänkande livsformer i Vintergatan så att den verkligt farliga fienden, The Flood, inte får något att livnära sig på. Antalet ringar är sju och i speltrilogin förekommer sammanlagt tre stycken.

## Sammanfattning av handlingen fram till första spelet i trilogin
När det första spelet Halo: Combat Evolved tar sin början år 2552, har mänskligheten tagit sig allt längre ut i universum sedan de första stegen mot rymden togs för sex århundraden sedan. Efter att man upptäckte Slipspace, ett sätt att färdas snabbare än ljusets hastighet, startade kolonisationen av andra världar explosionsartat. De nya kolonierna krävde dock självständighet gentemot Jorden och UNSC (United Nations Space Command), något som kolonierna inte fick. I de mer avlägsna kolonierna startades därför uppror mot UNSC vilka slogs ned. Problemet var dock att när ett uppror väl hade stoppats, startades ett nytt på en annan planet.
I ett försök att stoppa dessa uppror och slå ned rebellerna en gång för alla, startade ONI:s (Office of Naval Intelligence) Dr. Catherine Halsey det hemliga programmet SPARTAN-II. Hon kidnappade barn som hade rätt genetiska förutsättningar och tränade upp dem till att bli dödliga krigsmaskiner. Barnens kroppar förbättrades också så att de fick övermänsklig styrka och snabbhet. De fick smeknamnet Spartans och blev legendariska, särskilt Spartan-117, Master Chief, som gav mänskligheten hopp under Covenantkrigen. 
För mänskligheten var inte ensam i rymden. En allians av utomjordingar kallade Covenanterna (Engelska "Covenant", Förbund), började plötsligt attackera mänsklighetens kolonier och Spartanernas överlägsenhet kom snabbt att försvinna gentemot den nya fienden. Med teknologisk överlägsenhet och en gemensam tro var Covenanternas deras mål att utrota mänskligheten. Trots Spartanernas och UNSC:s häftiga motstånd var Covenanterna dem övermäktiga och koloni efter koloni, inkluderat Reach, UNSC:s militära hjärta, föll för utomjordingarnas hand. Ett kvartssekel efter Covenanternas första attack stod inte längre något mellan Covenanterna och Jorden.
Men hopp fanns fortfarande i Master Chief och i besättningen på UNSC-skeppet Pillar of Autumn som under ett försök att lura bort Covenanterna från Jorden efter planeten Reach:s fall, upptäckte en Halo; ett uråldrigt ringliknande vapen byggt av en försvunnen ras som dyrkad av Covenanterna har möjligheten att vända kriget till mänsklighetens fördel.

## Master Chief
Med undantag av Halo Wars, Halo Reach och Halo 3: ODST är spelseriens huvudkaraktär Master Chief en cybernetiskt förbättrad supersoldat. Master Chief har tillbringat merparten av sitt liv på åtskilliga militärläger på planeten Reach. Han togs ifrån sin familj i sexårsåldern och fick sitt namn ändrat till John-117. Hela hans uppfostran har koncentrerats på att göra honom till en mekanism med militär prestationsförmåga; en som drar nytta av styrka och taktik. Master Chief är en hård, tystlåten typ - han lovprisar inte sina våldsamma militära handlingar, utan gör enbart vad han måste göra. Han hyser ingen stark motvilja mot sina fiender, utan dödar dem för att han vet att det är hans plikt att segra.
Master Chief anses vara en av den moderna spelhistoriens allra största figurer, speciellt inom FPS-genren - en symbol som är "omisskännlig i den moderna kulturen". Han har kallats för en "symbolisk actionhjälte", och hans popularitet har bland annat jämförts med Pac-Mans, Spider-Mans och Luke Skywalkers. Master Chief är en stor symbol i spelvärlden, omtyckt av många, men det finns även de som tycker att han är extremt överskattad - att han inte förtjänar berömmet som han fått.

## UNSC
UNSC (United Nations Space Command) är inom Halo-universumet förenta nationernas militär. De har som uppgift att skydda de mänskliga kolonierna och har tillgång till ett stort antal krigsrymdskepp. Spartanerna, som Master Chief är en del av, är en elitstyrka inom UNSC liksom ODST-trupperna (Orbital Drop Shock Trooper) som man spelar som i Halo 3: ODST.

## Covenanterna
Covenanterna eller Covenants, är ett kollektiv av utomjordiska raser som styrs av tre ”High Prophets”, vilka är de högsta ledarna inom Covenanterna. Kollektivet består av åtta olika utomjordiska raser som delar tron om att Haloringarna, byggda av den utdöda rasen Forerunner, ska leda dem till ”den stora resan” (The Great Journey). Denna tro byggde på en feltolkning av Forerunner-glyfer och Haloringarnas riktiga syfte var istället att utrota alla raser i galaxen, inte leda dem till frälsning, vilket också inkluderade Forerunner, för att besegra fienden the Flood.
De två raserna Elite och Prophet är Covenanternas grundare. Kollektivet grundades efter att rebellerande Prophets lämnat sin hemplanet i en Dreadnought; ett Forerunnerkrigsskepp. När Prophets stötte på Elites hemplanet bröt krig ut vilket slutade i förlust för Elite och skapandet av Covenanterna mellan de två raserna. Elites intog rollen som krigare samt sökare efter Forerunnerartefakter och Prophets som forskare av artefakterna samt politiker. Under de år som kom utökades Covenanterna med flera nya raser men aldrig smärtfritt eller frivilligt för de upptäckta raserna.
Covenanterna består av åtta raser som är uppdelade i tre klasser: ett religiöst kast, ett krigarkast och ett arbetarkast. De raser som är en del av Covenanterna är:
- Elite (Sangheili): Varelser som kommer från ett krigarsamhälle. De är bland de starkaste soldaterna i kollektivet och har alltid en personlig energisköld likt den som Master Chief har. Signifikativt för Elites är deras huvud med fyrdelade munnar.[18]
- Grunt (Unggoy): Små varelser som andas metan genom en behållare på ryggen. De är de lägst stående inom det Covenantiska kastsystemet och blir ofta mat för någon av de andra raserna.[19]
- Jackal (Kig-Yar): Schakalliknande varelse som använder sig av runda energisköldar som sitter på vänstra armen. De är tillsammans med Grunts långt ned i kastsystemet.[20]
- Brute (Jiralhanae): Starka och håriga varelser som inte har fått den acceptans inom kollektivet som de velat. De har likt Elites energisköldar fast sämre. Brutes är mycket aggressiva.[21]
- Engineer (Huragok): Organiska ingenjörer inom kollektivet. De kan laga allt och talar genom teckenspråk eller pipljud. De svävar då deras kropp består av gas.[22]
- Hunter (Lekgolo): Är den farligaste och starkaste rasen inom kollektivet. De består av ett kollektiv av meterlånga orangea maskar som bildar en kropp.[23]
- Drone (Yanme'e): Gröna och flygande insekter som har ett svärmbeteende. De håller sig till sig själva och kommunicerar genom ljud. Dessa står långt ned i kastsystemet och används också som ingenjörer.[24]
- Prophet (San 'Shyuum): Är tillsammans med Elite de som styr Covenanterna. De tre "High Prophet" är de som har mest makt och har sista ordet.[25]

## Spelen
Halo-spelen är huvudsakligen utvecklade av spelstudion Bungie varav det första spelet i den primära trilogin heter Halo: Combat Evolved och släpptes 2001 i USA till Xbox. Uppföljaren, Halo 2, släpptes 2004 till Xbox och det sista spelet i trilogin, Halo 3 släpptes 2007 till Xbox 360. Efter Halo-trilogins slut i och med det tredje spelet, började utvecklingen av tre nya spel: Halo Wars som släpptes 2009, Halo 3: ODST som även det släpptes 2009 och Halo Reach vilket släpptes 2010. Spelen har endast släppts till Xbox, Xbox 360 och dator. Halo Wars skiljer sig från de andra spelen på så vis att det är ett strategispel och utvecklades av Ensemble Studios. I november 2011 släpptes Halo: Combat Evolved Anniversary, som är en remake av Halo: Combat Evolved för att hylla seriens tioårsjubileum.

### Halo: Combat Evolved
Bungie Studios släppte det första spelet i serien, Halo: Combat Evolved, i november 2001 i Nordamerika, som blev en omedelbar kritiker- samt publikfavorit, och miljonsäljare, och anses vara en av de mest nyskapande, betydelsefulla, hyllade samt bästa förstapersonsskjutarna någonsin på konsol, samtidigt som det anses ha "räddat" Xbox.

### Halo 2
Tre år senare släpptes uppföljaren Halo 2, efter att ha varit under utveckling i tre år, som ansågs vara en "system seller", och blev en ögonblicklig kritikersuccé och publikframgång. Halo 2 prisades speciellt för sitt livfulla ljud och onlineläget, och frambringade 125 miljoner amerikanska dollar på 24 timmar på butikshyllorna i Nordamerika. Halo 2:s online-flerspelarläge blev en gigantisk succé, och spelet var det mest aktivt spelade på tjänsten Xbox Live tills Gears of War släpptes 2006.

### Halo 3
År 2007 i september släppte Bungie den tredje samt avslutande delen i Halo-trilogin, Halo 3, där spelaren får "avsluta striden". Precis som Halo: Combat Evolved samt Halo 2, så blev den tredje delen i serien en stor hit hos kritikerna och publiken. Halo 3:s flerspelarläge, "Forge", där man kan skapa sina egna banor, samt "Theater" med funktionaliteten att i efterhand se sina spelade matcher, prisades särskilt, och spelet frambringade 170 miljoner amerikanska dollar i USA på 24 timmar på spelhyllorna. Precis som Halo 2, blev Halo 3 en gigantisk hit på Xbox Live. Mer än 1,4 miljoner unika spelare spelade Halo 3 på Xbox Live de 24 första timmarna efter att spelet släppts, och i mitten av augusti 2009 rapporterade Bungie att ungefär 1 miljon unika gamers fortfarande spelade Halo 3 online dagligen, ungefär 2 år efter att spelet släppts. Halo 3 blev så småningom den mest framgångsrika delen i trilogin.

### Halo Wars
Efter Halo-trilogins avslutning, släppte Ensemble Studios strategispelet Halo Wars i slutet av februari 2009, vars hyllade aspekter bland annat var spelets intagande handling och filmer, spelmiljöerna och spelets soundtrack.

### Halo 3: ODST
Nästan 2 år efter Halo 3 släppte Bungie Halo 3: ODST, ett spel som ursprungligen skulle bli en expansion, men sedan utvecklades till ett fullt spel. ODST prisades bland annat för "Firefight", spelets atmosfär samt visuella effekter och ljudet. Spelet är betydligt mörkare och tystare än sina föregångare, och utspelar sig huvudsakligen under en natt i den Afrikanska mega-staden New Mombasa; platsen för Covenants attack i början på Halo 2. Spelets handling är byggt kring en ny hjälte som är en ODST-soldat (Orbital Drop Shock Trooper) i UNSC. Detta gjorde att spelare av Halo blev tvungna att ändra sin spelstil för att anpassa sig efter karaktärens svagare fysik och brist på Master Chiefs energisköldar.

### Halo: Reach
I slutet av år 2010 släppte Bungie sitt femte Halo-spel, betitlad Halo: Reach. Spelet är en förstapersonsskjutare precis som tidigare spel i serien, och har varit under utveckling sen Halo 3. Halo: Reach är en prolog till de tidigare spelen, och ger spelaren en insyn i några av händelserna kring Covenants attack på Reach. I Halo: Reach spelar man som en ny Spartan, kallad enbart Noble 6, som en del av Noble Team. Spelet blev banbrytande inom Halo-serien för sin "Armory", där man kan ändra sin karaktärs utseende på flera olika sätt, som utbytning av delar på dräkten, färgen på sin dräkt, och diverse specialeffekter. Delar av denna funktionalitet hade existerat tidigare i Halo 3, men inte med samma detalj och den stora skillnaden att i Halo: Reach återspeglas ändringarna på karaktären även i enspelarläget "Campaign" som är huvudstoryn i spelet.

### Halo: Combat Evolved Anniversary
Den 15 november 2011 släpptes det första och ursprungliga spelet i spelserien i en ny utgåva med bland annat stöd för flera spelare och nätverk.

### Halo 4
Halo 4 utvecklas av 343 Industries. Halo 4 utgör starten för en trilogi, kallad "Reclaimer"-sagan, med Master Chief och Cortana.
Utvecklingen av Halo 4 påbörjades 2009 och fortsatte till september 2012. Halo 4 är 343 Industries första ursprungliga titel inom Halo-serien - tidigare genomfördes utvecklingen av huvudserien av Bungie, skaparen av franchisen. I utvecklingsprocessen beslutade 343 Industries att utforska Forerunner-fiktion inom Halo-universumet och leda teamet att utforma en ny miljö, fiender och huvudantagonist. Befintliga karaktärer och tillgångar fick visuella översyner, återskapades från grunden och rörelsefångst användes för animering inom skärmbilder. Ett mål för Halo 4: s berättelse var att införliva mer mänskliga element; för att uppnå detta valde utvecklarna att fördjupa djupare i förhållandet mellan de två huvudpersonerna, Master Chief och Cortana. Flera externa studior hjälpte 343 industrier med att utveckla Halo 4, och över 350 personer arbetade totalt med spelet. Halo 4 släpptes över hela världen, den 6 november 2012 och var utvecklat för Xbox 360.
Spelet kan förhandsbokas antingen som specialutgåvan eller som standardutgåvan. En begränsad utgåva av Halo 4-konsoler har även blivit annonserade. Med den får man även en 320 GB hårddisk, två Halo 4-kontroller och Halo 4 standardutgåva med mera.
Halo 4 introducerar en ny typ av flerspelarläge, kallat "Spartan Ops", där man samarbetar med andra spelare för att bekämpa Covenanterna på strategiska punkter på den nya planeten där spelet utspelas. Spelet introducerar även en ny typ av fiender, "Prometheans", som har en hittills ganska okänd koppling till de uråldriga "Forerunners".
Halo 4 drog in 220 000 000$ (tvåhundratjugo miljoner dollar) de första 24 timmarna.

### Halo 5: Guardians
'Halo 5: Guardians utvecklats av 343 Industries och publiceras av Microsoft Studios för Xbox One. Den sjunde serien i Halo-serien, den släpptes över hela världen den 27 oktober 2015. Spelens inträde följer två eldströmmar av mänskliga supersoldiers: Blue Team, ledd av Master Chief, och Fireteam Osiris, ledd av Spartan Locke. När den förstnämnda försvinner utan ledighet för att spåra den konstgjorda intelligenskonstruktionen Cortana, ifrågasätts Master Chiefs lojalitet och Fireteam Osiris skickas för att hämta honom.
Microsoft tillkännagav spelet på E3 2013. Spelet drog in över 400 miljoner USD under de första dygnet och 500 miljoner USD under den första veckan. Rekord för franchisen. Trots detta hade det den lägsta öppningsförsäljningen av något Halo-spel i Japan och Storbritannien. Vid lanseringen fick Halo 5 generellt positiva recensioner från kritiker, med beröm riktade till sitt spel, visuella, nivå design och multiplayer lägen. Spelets kampanj med en spelare mötte emellertid delade svar, med kritik riktad mot dess korta längd, berättelse, skrivande och avslutning. En uppföljare, Halo Infinite, kommer att släppas i slutet av 2020 för Xbox One och den kommande Xbox-konsolen Project Scarlett.

### Halo Infinite
Halo Infinite är utvecklat av 343 Industries och publiceras av Xbox Game Studios för Microsoft Windows, Xbox One och Xbox Series X/S. Spelet planerades att släppas 2020, men släppet blev framflyttat. Spelet kommer släppas den 8 december 2021. Det fortsätter berättelsen om Master Chief som det tredje kapitlet i Halo-uppföljningsserien, känd som "Reclaimer Saga", efter Halo 5: Guardians och kommer också att vara det sjätte spelet i franchisen med Master Chief som huvudperson.

## Övriga spel

### Halo DS
Halo DS är titeln på en teknisk demo utvecklad för Nintendo DS. Demon bygger på Halo 2 och består av en bana ur spelet. Demon var menad som en pitchning för att göra ett Halo-spel till DS, men det blev inget av det. Brian Jarrad från Bungie bekräftade i oktober 2007 att demon existerade.

### Dead or Alive 4
Dead or Alive 4 är ett spel som inte ingår i spelserien, men en spartan finns med som spelbar karaktär. Det finns även en Halo-relaterad bana i spelet.

## Film
En film baserad på delar av spelserien var tänkt att släppas under 2009. Tilltänkt regissör var Neill Blomkamp och producent Peter Jackson och/eller Peter Schlessel. En trailer med namnet Halo: Landfall producerades för att visualisera utseendet i den tänkta filmen. Filmen är för tillfället lagd på is på grund av en tvist mellan Microsoft och filmbolaget. Med största sannolikhet kommer nog en Halo-film släppas inom det kommande åren med tanke på hypen och den enorma fan-basen till Halo-relaterade saker.
Numera finns det ett färdigt manus som är baserat på Eric Nylunds Halo: The Fall of Reach som skulle passa till en kommande film.
Av Japans största animeproducenter har ett antal animefilmer på temat Halo släppts. Dessa har fått namnet Halo Legends och skildrar många olika händelser i mänsklighetens krig mot Covenanterna.

## Böcker
Ett flertal böcker har skrivits och flera är på väg. Eric Nylund är den som skrivit flest böcker. Böckerna är sex till antalet och heter:
- Halo: Cryptum: Book One of the Forerunner Saga
- Halo: Primordium: Book Two of the Forerunner Saga
- Halo: Silentium: Book Three of the Forerunner Saga
- Halo: The Fall of Reach
- Halo: The Flood
- Halo: First Strike
- Halo: Ghosts of Onyx
- Halo: Contact Harvest
- Halo: The Cole Protocol
- Evolutions: Essential tales of the Halo universe

En serietidning, vid namn Halo: Uprising, har också släppts där man följer jakten på Osanalans nyckel. Den är publicerad av Marvel Comics.

## Musik

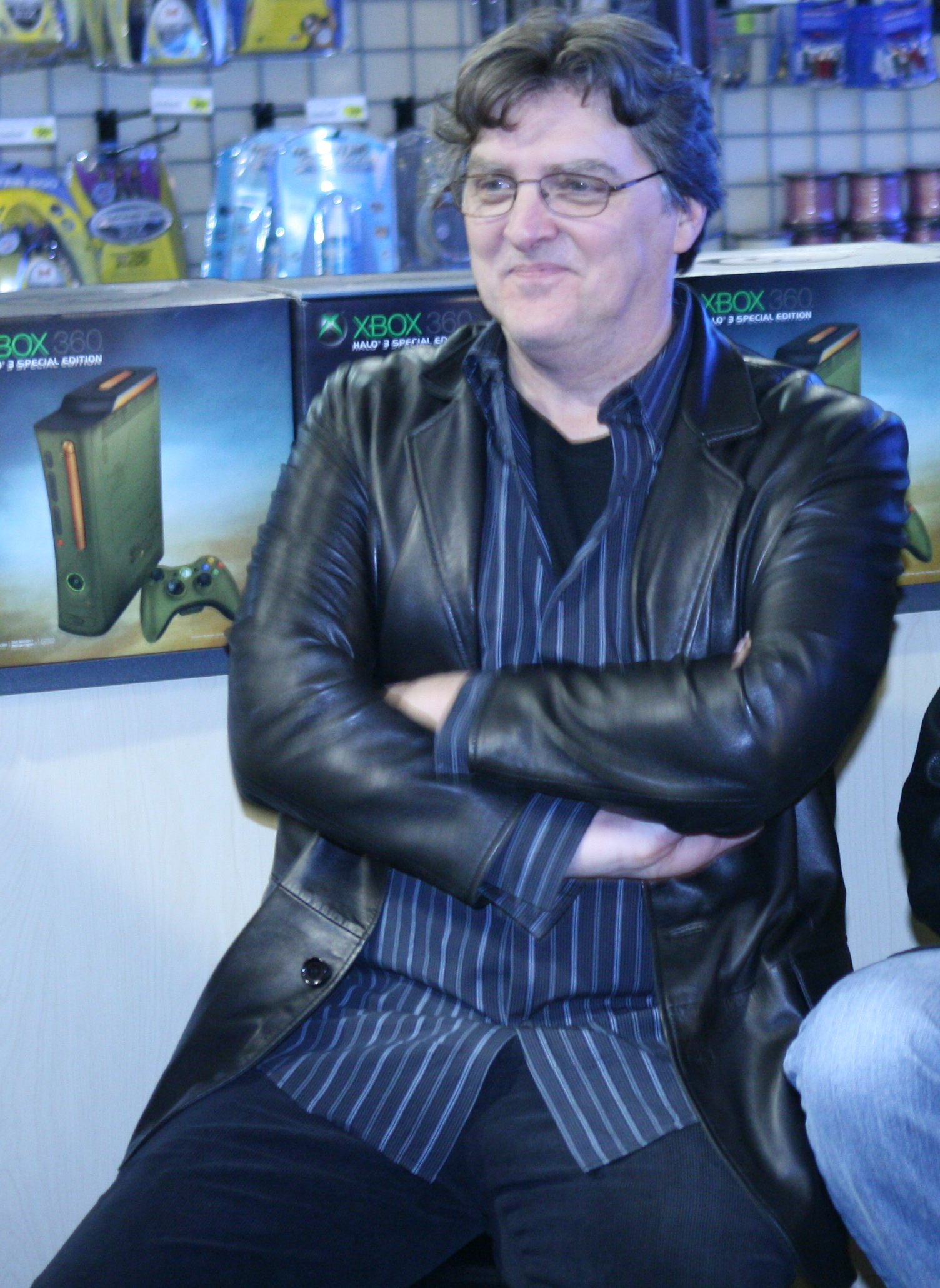
Martin O'Donnell, spelseriens huvudkompositör

Till spelet Halo: Combat Evolved finns ett officiellt soundtrack kallat Halo Original Soundtrack släppt. Till spelet Halo 2 finns två officiella soundtrack kallade Halo 2, Vol. 1: Original Soundtrack respektive Halo 2, Vol. 2: Original Soundtrack. Allting är skrivet av kompositören Martin O'Donnell. Musiken har framförts av radiosymfonikerna på Berwaldhallen.

## Figurer
Figurer föreställande karaktärer och vissa fordon finns formgivna av ett amerikanskt bolag kallat McFarlane. Dessa figurer skall vara enligt dem själva, fotografiskt exakta med många detaljer. Master Chief finns som en av figurerna.

## Vanligt förekommande vapen i spelserien

### Handeldvapen
- BR55 Battle Rifle
- Covenant Carbine
- Plasma Pistol
- Zizo Kingen
- Needler
- LAU-65D/SGM-151 Missile Pod
- M6 Galeilan Spartan Laser
- Brute Shot
- Particle Beam Rifle
- SRS99C S2 AM Sniper Rifle
- SRS99C S2 AMB -:- (Halo 2)
- SRS99D S2 AM -:- (Halo 3)
- M7 SMG
- M90 Shotgun MKI
- M90 Shotgun MKII
- M90A Shotgun
- Energy Sword
- Fuel Rod Cannon
- MA5B Assault Rifle
- MA5C Assault Rifle - MA5C Assault Rifle är en nyare version av MA5B Assault Rifle. Den rymmer nu bara 32 skott, den räcker längre, låter annorlunda, har längre pipa och har en annan omladdning.
- Brute Plasma Rifle
- Sentinel Beam
- Blue Sentinel Beam
- Brute Spiker
- AIE-486H Heavy Machine gun
- Mauler
- Gravity Hammer
- Flamethrower
- UNSC Magnum

### Granater
- M9 HE-DP Fragmentation Grenade' (Halo 1, 2, 3, 3: ODST och Reach)
- Plasma Grenade (Halo 1, 2, 3, 3: ODST och Reach)
- Spike Grenade (Halo 3 och 3: ODST)
- Firebomb Grenade (Halo 3 och 3: ODST)
- Pulse granade (halo 4)

## Mottagande
| Spel                             | GameRankings              | Metacritic                |
| Halo: Combat Evolved             | (Xbox) 95,54% (PC) 85,93% | (Xbox) 97/100 PC) 83/100  |
| Halo 2                           | (Xbox) 94,57% (PC) 72,67% | (Xbox) 95/100 (PC) 72/100 |
| Halo 3                           | 93,53%                    | 94/100                    |
| Halo Wars                        | 82,05%                    | 82/100                    |
| Halo 3: ODST                     | 84,77%                    | 83/100                    |
| Halo: Reach                      | 91,79%                    | 91/100                    |
| Halo: Combat Evolved Anniversary | 81,92%                    | 82/100                    |
| Halo 4                           | 87,61%                    | 87/100                    |
| Halo 5: Guardians                | 84.21%                    | 84/100                    |

Halo-serien har länge varit en av de mest framgångsrika Xbox- och Xbox 360-serierna någonsin, både kommersiellt och kritiskt. Under två månader efter att Halo: Combat Evolved gavs ut såldes spelet tillsammans med mer än 50 procent av alla Xbox-konsoler som såldes under den perioden. Spelet nådde en miljon sålda exemplar i april 2002, knappt fem månader efter att det släpptes. Halo 2:s omsättning blev sammanlagt 125 miljoner dollar under premiärdagen, vilket gjorde det till den snabbast säljande medieprodukten i USA fram till den tidpunkten. Tillsammans med Halo: Combat Evolveds omsättning sålde de båda spelen i totalt 14,8 miljoner exemplar innan Halo 3 gavs ut.
GameSpot rapporterade att minst 4,2 miljoner exemplar av spelet Halo 3 var i återförsäljning den 24 september 2007, dagen innan spelet släpptes. Halo 3 slog det tidigare rekordet för högst inkomstbringande nöjeslanseringen i historien med 170 miljoner dollar under de första 20 timmarna på marknaden. Den totala försäljningen i hela världen översteg 300 miljoner dollar under den första veckan, vilket bidrog till att mer än dubbla försäljningen av Xbox 360, jämfört med veckogenomsnittet innan Halo 3 gavs ut. I slutet av 2007 var Halo 2 och Halo: Combat Evolved på första respektive andra plats på listan över de bäst säljande Xbox-spelen, och Halo 3 var det bäst säljande Xbox 360-spelet.
Halo Wars nådde en total försäljning på mer än en miljon exemplar en knapp månad efter att spelet släpptes, vilket innebar att det var det dittills bäst säljande realtidsstrategi-spelet till konsol.
Halo-serien nådde mer än 27 miljoner sålda exemplar i augusti 2009, och mer än 34 miljoner exemplar i maj 2010. Tor Books rapporterade att omsättningen av samtliga spelfranchiser låg på mer än 1,7 miljarder dollar, och att Bungies spel innan Halo: Reach gavs ut stod för hela 1,5 miljarder dollar i omsättning. Soundtracken för spelen Halo 2, Halo 3, 3: ODST och Reach dök alla upp på Billboard 200:s topplista under minst en vecka. I maj 2011 uppgick den totala brutton för hela Halo-serien på 2 miljarder dollar, med 40 miljoner sålda exemplar. Det totala beloppet ökades till 2,3 miljarder dollar i juli 2011, och 2,8 miljarder dollar i januari 2012.

### Fotnoter
1. ↑  Thorsen, Tor (8 okt 2009). ”Halo 3: ODST drops 2.5 million, Halo: Reach confirmed as prequel” (på engelska). Gamespot, CBS Interactive. http://www.gamespot.com/news/6232258.html?sid=6232258. Läst 10 januari 2010.
2. ↑  Sparks, Ryan (24 februari 2005). ”Making a Halo Killer” (på engelska). Kombo. Arkiverad från originalet den 16 december 2008. https://web.archive.org/web/20081216141740/http://xbox.kombo.com/article.php?artid=4254. Läst 19 december 2009.
3. ↑  Ransom-Wiley, James (23 januari 2006). ”Joystiq Interview: Peter Moore @ CES” (på engelska). Joystiq. Arkiverad från originalet den 28 januari 2015. https://web.archive.org/web/20150128024300/http://www.joystiq.com/2006/01/23/joystiq-interview-peter-moore-ces/. Läst 19 december 2009.
4. ↑  ”Brute Force Review” (på engelska). GameZone Online. Arkiverad från originalet den 11 oktober 2007. https://web.archive.org/web/20071011104157/http://xbox.gamezone.com/gzreviews/r19468.htm. Läst 19 december 2009.
5. ↑  Gibson, Ellie (14 november 2005). ”Rare on Revolution controller” (på engelska). Eurogamer. http://www.eurogamer.net/articles/news141105raretalks. Läst 19 december 2009.
6. ↑  Stewart, Kemuel (10 mars 2009). ”Killzone 2 Review “A True Halo Killer”” (på engelska). Gamercenteronline. Arkiverad från originalet den 12 mars 2009. https://web.archive.org/web/20090312010516/http://www.gamercenteronline.net/2009/03/10/killzone-2-review-a-true-halo-killer/.
7. ↑  ”Killzone 2 – PlayStation 3’s answer to Halo ?” (på engelska). The Web Tech Reviews. 8 januari 2009. http://www.thewebtechreviews.com/2009/01/08/killzone-2-playstation-3s-answer-to-halo/. Läst 19 december 2009.
8. ↑   Halo Encyclopedia. 2009. ISBN 978-1-40534-743-3s.8
9. ↑  ”The Master Chief” (på engelska). halo.bungie.org. Arkiverad från originalet den 31 december 2009. https://web.archive.org/web/20091231120402/http://halostory.bungie.org/masterchief.html. Läst 20 december 2009.
10. ↑  Snow, Blake (9 april 2009). ”Top 5 video game icons” (på engelska). msnbc.com. sid. Sid 4. http://www.msnbc.msn.com/id/30145011/?pg=4#games_top5_090410_icons. Läst 9 januari 2010.
11. ↑  ”Prepare for all-out war” (på engelska). The Sydney Morning Herald. 30 augusti 2007. http://www.smh.com.au/news/biztech/prepare-for-allout-war/2007/08/30/1188067256196.html. Läst 9 januari 2010.
12. ↑  Goldstein, Hilary. ”Halo 3 Review” (på engelska). IGN Entertainment Games. http://xbox360.ign.com/articles/821/821911p1.html. Läst 9 januari 2010.
13. ↑  Williams, Stephen (22 september 2007). ”LI stores get ready for 'Halo'” (på engelska). Newsday. http://www.newsday.com/news/li-stores-get-ready-for-halo-1.676539. Läst 9 januari 2010.
14. ↑  Berardini, César A. (9 januari 2010). ”Master Chief Immortalized in Wax at Madame Tussauds” (på engelska). TeamXbox, IGN Entertainment. Arkiverad från originalet den 18 november 2009. https://web.archive.org/web/20091118173703/http://news.teamxbox.com/xbox/14463/Master-Chief-Immortalized-in-Wax-at-Madame-Tussauds. Läst 9 januari 2010.
15. ↑  Schedeen, Jesse (24 april 2009). ”Top 10 Most Overrated Videogame Characters” (på engelska). IGN Entertainment Games. sid. Sid 5. http://stars.ign.com/articles/976/976353p5.html. Läst 9 januari 2010.
16. ↑   Halo Encyclopedia. 2009. ISBN 978-1-40534-743-3s.112-113
17. ↑   Halo Encyclopedia. 2009. ISBN 978-1-40534-743-3s.114-115/s.124
18. ↑   Halo Encyclopedia. 2009. ISBN 978-1-40534-743-3s.124-125
19. ↑   Halo Encyclopedia. 2009. ISBN 978-1-40534-743-3s.142-143
20. ↑   Halo Encyclopedia. 2009. ISBN 978-1-40534-743-3s.146-147
21. ↑   Halo Encyclopedia. 2009. ISBN 978-1-40534-743-3s.134-135
22. ↑   Halo Encyclopedia. 2009. ISBN 978-1-40534-743-3s.122-123
23. ↑   Halo Encyclopedia. 2009. ISBN 978-1-40534-743-3s.140-141
24. ↑   Halo Encyclopedia. 2009. ISBN 978-1-40534-743-3s.148-149
25. ↑   Halo Encyclopedia. 2009. ISBN 978-1-40534-743-3s.118-121
26. ↑  ”Halo 2 Review” (på engelska). Gamespot, CBS Interactive. http://www.gamespot.com/xbox/action/halo2/review.html?om_act=convert&om_clk=gssummary&tag=summary;read-review. Läst 19 december 2009.
27. ↑  Dunder, Jonathan. ”History of First Person Shooter (FPS) Games” (på engelska). Free Info Society. Arkiverad från originalet den 15 februari 2010. https://web.archive.org/web/20100215002021/http://freeinfosociety.com/article.php?id=128. Läst 19 december 2009.
28. ↑  GamePro Staff (10 juni 2009). ”The 20 Most Innovative Games Ever Made” (på engelska). GamePro. Arkiverad från originalet den 27 december 2009. https://web.archive.org/web/20091227151108/http://www.gamepro.com/article/features/210754/20-most-innovative-games-page-3. Läst 19 december 2009.
29. ↑  Goldstein, Hilary och Perry, Douglass C. (15 april 2004). ”The Top 10 Best Xbox Games” (på engelska). IGN Entertainment. Arkiverad från originalet den 4 mars 2010. https://web.archive.org/web/20100304150353/http://xbox.ign.com/articles/506/506934p1.html. Läst 19 december 2009.
30. ↑  GameSpy Staff (26 juni 2005). ”Top 25 Xbox Games of All-Time” (på engelska). GameSpy. sid. sid 21. http://xbox.gamespy.com/articles/628/628679p21.html. Läst 19 december 2009.
31. ↑  Armstrong, Rebecca (2 okt 2007). ”Halo 3 vying with movie blockbusters” (på engelska). IOL Technology. Arkiverad från originalet den 9 oktober 2007. https://web.archive.org/web/20071009054940/http://www.ioltechnology.co.za/article_page.php?iSectionId=2887&iArticleId=4061398. Läst 19 december 2009.
32. ↑  ”Halo 2 Announced” (på engelska). TeamXbox. 8 augusti 2002. Arkiverad från originalet den 19 januari 2009. https://web.archive.org/web/20090119063323/http://news.teamxbox.com/xbox/3528/Halo-2-Announced/. Läst 19 december 2009.
33. ↑  Thompson, Clive (2007). ”Halo 3: How Microsoft Labs Invented a New Science of Play” (på engelska). Wired Magazine (nummer 15, 2009). http://www.wired.com/gaming/virtualworlds/magazine/15-09/ff_halo?currentPage=all. Läst 19 december 2009.
34. ↑  Bishop, Todd (6 december 2004). ”Microsoft Notebook: Tool connects 'Halo 2' with ... Excel?” (på engelska). Seattle Post-Intelligencer. http://www.seattlepi.com/business/202357_msftnotebook06.html. Läst 19 december 2009.
35. ↑  QJ Staff (20 november 2006). ”Pwnage: Halo 2 finally dethroned, GoW is king!” (på engelska). QuickJump Network. Arkiverad från originalet den 20 juni 2015. https://web.archive.org/web/20150620233628/http://www.qj.net/qjnet/xbox-360/pwnage-halo-2-finally-dethroned-gow-is-king.html. Läst 19 december 2009.
36. ↑  ”'Halo 3' makes record smashing 170 million dollar debut” (på engelska). AFP. 27 september 2007. Arkiverad från originalet den 9 juni 2007. https://web.archive.org/web/20070609092458/http://afp.google.com/article/ALeqM5gNZh_CoxsrhhuN5MY9PW_ONNOPGg. Läst 19 december 2009.
37. ↑  Geddes, Ryan (26 september 2007). ”Halo 3 Racks Up Record Sales” (på engelska). IGN Entertainment. http://xbox360.ign.com/articles/823/823255p1.html. Läst 19 december 2009.
38. ↑  Hinkle, David (13 augusti 2009). ”Bungie: Around one million unique users play Halo 3 every day” (på engelska). Joystiq. Arkiverad från originalet den 16 augusti 2009. https://web.archive.org/web/20090816090246/http://xbox.joystiq.com/2009/08/13/bungie-around-one-million-unique-users-play-halo-3-every-day. Läst 19 december 2009.
39. ↑  ”Halo Wars Review” (på engelska). Gamespot, CBS Interactive. http://www.gamespot.com/xbox360/strategy/halowars/review.html?om_act=convert&om_clk=gssummary&tag=summary;read-review. Läst 20 december 2009.
40. ↑  Geddes, Ryan (20 februari 2009). ”Halo Wars Review” (på engelska). IGN Entertainment. http://xbox360.ign.com/articles/955/955576p1.html. Läst 20 december 2009.
41. ↑  Elfving, Jonas (20 februari 2009). ”Recension, Halo Wars”. Gamereactor. http://www.gamereactor.se/recensioner/16975/Halo+Wars/?sid=6a90e142e9d3185aeb31ceef0cfc08c9. Läst 20 december 2009.
42. ↑  Barley, Mark (21 augusti 2009). ”Bungie: Halo Reach Has Been In Development Since Halo 3's Release” (på engelska). Blend Games, Cinema Blend. Arkiverad från originalet den 26 augusti 2009. https://web.archive.org/web/20090826121842/http://www.cinemablend.com/games/Bungie-Halo-Reach-Has-Been-In-Development-Since-Halo-3-s-Release-19409.html. Läst 20 december 2009.
43. ↑  ”Arkiverade kopian”. Arkiverad från originalet den 9 juni 2011. https://web.archive.org/web/20110609180015/http://www.joystiq.com/2011/06/06/halo-combat-evolved-anniversary. Läst 6 juni 2011.
44. ↑  ”Arkiverade kopian”. Arkiverad från originalet den 15 juli 2012. https://web.archive.org/web/20120715012256/http://halo.xbox.com/halo4. Läst 14 juli 2012.
45. ↑  http://halo.wikia.com/wiki/Halo_4
46. ↑  ”Arkiverade kopian”. Arkiverad från originalet den 6 juni 2011. https://web.archive.org/web/20110606185433/http://www.joystiq.com/2011/06/06/halo-4/. Läst 7 juni 2011.
47. ↑  http://uk.xbox360.ign.com/articles/122/1223123p1.html
48. ↑  http://www.ign.com/articles/2012/07/13/halo-4-console-available-for-pre-order
49. ↑  Nayak, Malathi (12 november 2012). ”Microsoft 'Halo 4' sales hit $220 million on launch day”. Reuters. Arkiverad från originalet den 15 november 2012. https://web.archive.org/web/20121115213524/http://www.reuters.com/article/2012/11/12/us-microsoft-halo-idUSBRE8AB19120121112. Läst 16 november 2012.
50. ↑  ”Halo 5: Guardians – vi testar höstens hetaste Xbox One-titel”. M3. https://m3.idg.se/2.1022/1.637730/test-halo-5-guardians. Läst 17 november 2019.
51. ↑  Dumitrescu, Andrei. ”Halo 5: Guardians Fails to Deliver Halo 4 Level Sales in the United Kingdom” (på english). softpedia. https://news.softpedia.com/news/halo-5-guardians-fails-to-deliver-halo-4-level-sales-in-the-united-kingdom-495651.shtml. Läst 17 november 2019.
52. ↑  Imtiaz, Khurram (4 november 2015). ”Halo 5: Guardians Is The Worst Selling Mainline Halo In Japan, Sales Compared To Past Halo Games” (på amerikansk engelska). GearNuke. Arkiverad från originalet den 27 mars 2019. https://web.archive.org/web/20190327232329/https://gearnuke.com/halo-5-guardians-worst-selling-mainline-halo-japan-sales-compared-past-halo-games/. Läst 17 november 2019.
53. ↑  Gilliam, Ryan (10 juni 2018). ”Halo Infinite brings the series back to PC” (på engelska). Polygon. https://www.polygon.com/e3/2018/6/10/17446944/halo-infinite-pc-windows-master-chief. Läst 17 november 2019.
54. ↑  ”Xbox släpper ny konsol 2020 – ihop med "Halo Infinite"”. Spela med Effie!. 9 juni 2019. https://spela.aftonbladet.se/2019/06/xbox-slapper-ny-konsol-2020-ihop-med-halo-infinite/. Läst 17 november 2019.
55. ↑  https://www.theverge.com/2020/8/11/21363769/halo-infinite-delay-launch-2021-release-date-xbox-series-x/
56. ↑  Tassi, Paul. ”Microsoft Confirms That Yes, 'Halo: Infinite' Is Actually Just 'Halo 6'” (på engelska). Forbes. https://www.forbes.com/sites/insertcoin/2018/08/16/microsoft-confirms-that-yes-halo-infinite-is-actually-just-halo-6/. Läst 17 november 2019.
57. ↑  News, Sam Prell 2018-06-10T20:24:19 16Z. ”Xbox announces Halo Infinite, which is... um... a new Halo game, question mark?” (på engelska). gamesradar. https://www.gamesradar.com/xbox-announces-halo-infinite-which-is-um-a-new-halo-game-question-mark/. Läst 17 november 2019.
58. ↑  ”'Halo Infinite' puts Master Chief back in the fight” (på engelska). Engadget. https://www.engadget.com/2018/06/10/halo-infinite-puts-master-chief-with-dinosaurs/. Läst 17 november 2019.
59. ↑  SVT - Nya Halo-spelet slog rekord
60. ↑  ”Halo: Combat Evolved for Xbox”. GameRankings. Arkiverad från originalet den 25 oktober 2013. https://web.archive.org/web/20131025150000/http://www.gamerankings.com/xbox/472132-halo-combat-evolved/index.html. Läst 5 maj 2013.
61. ↑  ”Halo: Combat Evolved for PC” (på engelska). GameRankings. Arkiverad från originalet den 18 oktober 2013. https://web.archive.org/web/20131018025538/http://www.gamerankings.com/pc/291594-halo-combat-evolved/index.html. Läst 5 maj 2013.
62. ↑  ”Halo: Combat Evolved for Xbox Reviews” (på engelska). Metacritic. http://www.metacritic.com/game/xbox/halo-combat-evolved. Läst 5 maj 2013.
63. ↑  ”Halo: Combat Evolved for PC Reviews” (på engelska). Metacritic. http://www.metacritic.com/game/pc/halo-combat-evolved. Läst 5 maj 2013.
64. ↑  ”Halo 2 for Xbox” (på engelska). GameRankings. Arkiverad från originalet den 28 april 2016. https://web.archive.org/web/20160428163126/http://www.gamerankings.com/xbox/562116-halo-2/index.html. Läst 5 maj 2013.
65. ↑  ”Halo 2 for PC” (på engelska). GameRankings. Arkiverad från originalet den 15 mars 2016. https://web.archive.org/web/20160315141502/http://www.gamerankings.com/pc/932095-halo-2/index.html. Läst 5 maj 2013.
66. ↑  ”Halo 2 for Xbox Reviews” (på engelska). Metacritic. http://www.metacritic.com/game/xbox/halo-2. Läst 5 maj 2013.
67. ↑  ”Halo 2 for PC Reviews” (på engelska). Metacritic. http://www.metacritic.com/game/pc/halo-2. Läst 5 maj 2013.
68. ↑  ”Halo 3 for Xbox 360” (på engelska). GameRankings. Arkiverad från originalet den 3 mars 2009. https://web.archive.org/web/20090303231503/http://www.gamerankings.com/xbox360/926632-halo-3/index.html. Läst 5 maj 2013.
69. ↑  ”Halo 3 for Xbox 360 Reviews” (på engelska). Metacritic. http://www.metacritic.com/game/xbox-360/halo-3. Läst 5 maj 2013.
70. ↑  ”Halo Wars for Xbox 360” (på engelska). GameRankings. Arkiverad från originalet den 3 mars 2009. https://web.archive.org/web/20090303152635/http://www.gamerankings.com/xbox360/935835-halo-wars/index.html. Läst 5 maj 2013.
71. ↑  ”Halo Wars for Xbox 360 Reviews” (på engelska). Metacritic. http://www.metacritic.com/game/xbox-360/halo-wars. Läst 5 maj 2013.
72. ↑  ”Halo 3: ODST for Xbox 360” (på engelska). GameRankings. Arkiverad från originalet den 10 maj 2013. https://web.archive.org/web/20130510202319/http://www.gamerankings.com/xbox360/954261-halo-3-odst/index.html. Läst 5 maj 2013.
73. ↑  ”Halo 3: ODST for Xbox 360 Reviews” (på engelska). Metacritic. http://www.metacritic.com/game/xbox-360/halo-3-odst. Läst 5 maj 2013.
74. ↑  ”Halo: Reach for Xbox 360” (på engelska). GameRankings. Arkiverad från originalet den 30 april 2012. https://web.archive.org/web/20120430204044/http://www.gamerankings.com/xbox360/960512-halo-reach/index.html. Läst 5 maj 2013.
75. ↑  ”Halo: Reach for Xbox 360 Reviews” (på engelska). Metacritic. http://www.metacritic.com/game/xbox-360/halo-reach. Läst 5 maj 2013.
76. ↑  ”Halo: Combat Evolved Anniversary for Xbox 360” (på engelska). GameRankings. Arkiverad från originalet den 10 juli 2017. https://web.archive.org/web/20170710044408/http://www.gamerankings.com/xbox360/632871-halo-combat-evolved-anniversary/index.html. Läst 5 maj 2013.
77. ↑  ”Halo: Combat Evolved Anniversary for Xbox 360 Reviews” (på engelska). Metacritic. http://www.metacritic.com/game/xbox-360/halo-combat-evolved-anniversary. Läst 5 maj 2013.
78. ↑  ”Halo 4 for Xbox 360” (på engelska). GameRankings. Arkiverad från originalet den 8 januari 2013. https://www.webcitation.org/6DVgDcz5f?url=http://www.gamerankings.com/xbox360/632877-halo-4/index.html. Läst 5 maj 2013.
79. ↑  ”Halo 4 for Xbox 360 Reviews” (på engelska). Metacritic. http://www.metacritic.com/game/xbox-360/halo-4. Läst 5 maj 2013.
80. ↑  ”Halo 5: Guardians for Xbox One” (på engelska). GameRankings. Arkiverad från originalet den 26 oktober 2015. https://archive.ph/20151026145310/http://www.gamerankings.com/xboxone/716424-halo-5-guardians/index.html. Läst 14 maj 2016.
81. ↑  ”Halo 5: Guardians for Xbox One Reviews” (på engelska). Metacritic. http://www.metacritic.com/game/xbox-one/halo-5-guardians. Läst 14 maj 2016.
82. ↑  Patrizio, Andy (8 januari 2002). ”Xbox Assault Only Starting”. Wired. Arkiverad från originalet den 30 juni 2012. https://archive.is/20120630005011/http://www.wired.com/science/discoveries/news/2002/01/49600. Läst 27 september 2006.
83. ↑  ”"Halo: Combat Evolved" for Xbox Tops 1 Million Mark In Record Time: Xbox System And Games Are Off to Recording-Setting Start in Just Four Months”. Microsoft. 8 april 2002. Arkiverad från originalet den 6 januari 2008. https://web.archive.org/web/20080106211440/http://www.microsoft.com/presspass/press/2002/apr02/04-08halomillionpr.mspx. Läst 1 september 2006.
84. ↑  Thorsen, Tor (10 november 2004). ”Microsoft raises estimated first-day Halo 2 sales to $125 million-plus”. GameSpot. http://www.gamespot.com/news/2004/11/10/news_6112915.html. Läst 15 mars 2006.
85. ↑  ”November 9 - By the Numbers”. Official Xbox Magazine (40):  sid. 15. January 2005.
86. ↑  ”Review of the Year: 2007 Chart”. Guinness World Records Gamer's Edition 2008. Guinness rekordbok. Guinness. 2008-03-11. sid. 14. ISBN 978-1-904994-21-3
87. ↑  Brendan Sinclair. ”Analyst: 4.2M Halo 3s already at retail”. GameSpot. Arkiverad från originalet den 6 juli 2008. https://web.archive.org/web/20080706112107/http://www.gamespot.com/news/6179772.html. Läst 24 september 2007.
88. 1 2 3  ”Record-Breaking Shooting Games: Halo”. Guinness World Records Gamer's Edition 2008. Guinness rekordbok. Guinness. 2008-03-11. sid. 98–99. ISBN 978-1-904994-21-3
89. 1 2  Blake Snow. ”Analyst: Halo 3 shatters retail record; sells $170M in 24 hrs”. GamePro. Arkiverad från originalet den 11 oktober 2007. https://web.archive.org/web/20071011172345/http://gamepro.com/news.cfm?article_id=136548. Läst 26 september 2007.
90. ↑  ”Hardware: Best-Sellers by Platform”. Guinness World Records Gamer's Edition 2008. Guinness rekordbok. Guinness. 2008-03-11. sid. 51. ISBN 978-1-904994-21-3
91. ↑  Alexander, Leigh (19 mars 2009). ”Halo Wars Sells 1 Million”. Gamasutra. http://www.gamasutra.com/php-bin/news_index.php?story=22813. Läst 19 mars 2009.
92. ↑  Koha, Nuite (9 augusti 2009). ”Halo Shines”. Sunday Herald Sun:  s. 13.
93. ↑  Staff (24 maj 2010). ”Biggest Blockbuster Game of the Year 'Halo: Reach' Launches Sept. 14, 2010”. GamerScore Blog. Microsoft. Arkiverad från originalet den 8 augusti 2014. https://web.archive.org/web/20140808051955/https://www.microsoft.com/en-us/news/press/2010/may10/05-24haloreachpr.aspx. Läst 15 juni 2010.
94. ↑  Beaumont, Claudine (13 september 2010). ”Halo Reach: Thousands expected to queue for midnight release”. The Telegraph. http://www.telegraph.co.uk/technology/video-games/8000053/Halo-Reach-Thousands-expected-to-queue-for-midnight-release.html. Läst 4 april 2011.
95. ↑  Parker, Laura (19 maj 2010). ”Halo novels get a makeover”. GameSpot. Arkiverad från originalet den 23 maj 2010. https://web.archive.org/web/20100523085910/http://www.gamespot.com/news/6263133.html.
96. ↑  Osborne, Eric (29 april 2010). ”Non Facete Nobis Calcitrare Vestrum Perinæum”. Bungie.net. Arkiverad från originalet den 2 maj 2010. https://web.archive.org/web/20100502213255/http://www.bungie.net/News/content.aspx?type=news&cid=25920. Läst 3 maj 2010.
97. ↑  Trust, Gary (23 september 2010). ”Weekly Chart Notes: Bruno Mars, Rihanna, 'Halo'”. Billboard. Arkiverad från originalet den 26 september 2010. https://www.webcitation.org/5t2GWxjQk?url=http://www.billboard.com/#/column/chartbeat/weekly-chart-notes-bruno-mars-rihanna-halo-1004116529.story?page=2. Läst 26 september 2010.
98. ↑  ”Arkiverade kopian”. Arkiverad från originalet den 8 oktober 2011. https://web.archive.org/web/20111008040918/http://halo.xbox.com/en-us/news/headline/titan-books-signs-up-10th-anniversary-halo-art-book/52225. Läst 13 februari 2012.
99. ↑  ”Arkiverade kopian”. Arkiverad från originalet den 22 juli 2011. https://web.archive.org/web/20110722180807/http://halo.xbox.com/en-us/news/headline/tor-books-reveals-title-cover-art-and-release-date-of-second-halo-novel-by-greg-bear/113219. Läst 13 februari 2012.
100. ↑  ”Arkiverade kopian”. Arkiverad från originalet den 17 juli 2012. https://web.archive.org/web/20120717152328/http://halo.xbox.com/blogs/Headlines/post/2012/01/03/Tor-Books-Announces-the-On-sale-Availability-of-HALO-PRIMORDIUM.aspx. Läst 13 februari 2012.